# افرو تک
افرو تک (به انگلیسی: Afro Tech) یکی از زیرشاخه‌های موسیقی الکترونیک است که با ترکیب ریتم‌های سنتی آفریقایی با تکنو، دیپ هاوس و المنت‌های دیجیتال مدرن شکل گرفته است. این سبک موسیقی عمدتاً در کشورهای جنوب آفریقا، به‌ویژه آفریقای جنوبی، زیمبابوه و نامیبیا توسعه یافته و به‌سرعت محبوبیت جهانی پیدا کرده است.

## ریشه و شکل‌گیری
Afro Tech از دل جنبش موسیقی الکترونیک آفریقای جنوبی بیرون آمد که شامل ژانرهایی نظیر Amapiano, Gqom و Afro House بود. اما برخلاف آمپیانو که بر ملودی‌ها و کیبوردهای احساسی تمرکز دارد، آفروتک بیشتر به سمت ضرب‌آهنگ‌های سنگین، فضاسازی تیره و الکترونیک پیچیده گرایش دارد.
اولین پیشگامان Afro Tech، دی‌جی‌ها و تهیه‌کنندگان آفریقایی همچون:
- Caiiro
- Da Capo
- Euphonik
- Karyendasoul

با استفاده از سازهای بومی آفریقایی مانند djembe و kalimba و ترکیب آن‌ها با سینث‌سایزرهای دیجیتال و پترن‌های مینی‌مالیستی تکنو، این ژانر را شکل دادند.

## ویژگی‌های سبکی
Afro Tech ویژگی‌های زیر را در خود جای می‌دهد:
ضرب‌آهنگ‌های سنگین و پیوسته (اغلب در تمپوی 118–124 BPM)
ترکیب بافت‌های صوتی آفریقایی و تکنو
فضاسازی سینمایی و عمیق
فقدان وکال یا استفاده از وکال‌های با افکت سنگین
استفاده گسترده از پرکاشن بومی با طراحی صدای دیجیتال
برخلاف Afro House که ممکن است ریتم‌های شادتر و پررنگ‌تری داشته باشد، Afro Tech یک حال و هوای عمیق‌تر، مینیمال‌تر و گاهی تاریک‌تر دارد که آن را برای محیط‌های باشگاهی یا شب‌هنگام بسیار مناسب می‌سازد.

## تأثیر جهانی و آینده ژانر
در سال‌های اخیر، Afro Tech توانسته در فستیوال‌های موسیقی بین‌المللی مانند Boiler Room, Tomorrowland, و Afro Nation حضور پررنگی داشته باشد. این سبک همچنین مورد توجه دی‌جی‌ها و تهیه‌کنندگان اروپایی و آمریکایی نیز قرار گرفته و به همکاری‌های بین‌المللی منجر شده است.
آثار هنرمندانی مانند Black Coffee، &ME, Keinemusik و Pablo Fierro نیز در بسیاری مواقع به Afro Tech نزدیک شده‌اند، هرچند که مرز بین این ژانرها بسیار منعطف است.